# Johan Ernst II van Saksen-Weimar
Johan Ernst II van Saksen-Weimar (Weimar, 11 september 1627 - aldaar, 15 mei 1683) was van 1662 tot aan zijn dood in 1683 hertog van Saksen-Weimar. Hij behoorde tot de Ernestijnse linie van het huis Wettin.

## Levensloop
Johan Ernst II was de tweede zoon van hertog Willem van Saksen-Weimar en diens echtgenote Eleonore Dorothea, dochter van vorst Johan George I van Anhalt-Dessau. 
Hij studeerde aan de Universiteit van Jena en maakte een grand tour door Italië en Frankrijk. Om zijn gezin te onderhouden kreeg Johan Ernst van zijn vader het ambt Oldisleben toegewezen. Ook werd hij betrokken bij de regeringszaken, waarbij hij zich voornamelijk bezighield met het jacht- en het vorstwezen. 
In 1662 erfde hij het hertogdom Saksen-Weimar, samen met zijn drie jongere broers Adolf Willem, Johan George I en Bernhard. De vier broers verdeelden hun bezittingen: Johan Ernst II kreeg Saksen-Weimar, Adolf Willem Saksen-Eisenach, Johan George I Saksen-Marksuhl en Bernhard Saksen-Jena. Na het uitsterven van de hertogen van Saksen-Altenburg in 1672 streden de vier broers met het hertogdom Saksen-Gotha om de erfenis. Hierbij kon Johan Ernst II een vierde van Saksen-Altenburg bemachtigen, dat hij verdeelde tussen zichzelf en zijn twee nog levende broers Johan George I en Bernhard.
Johan Ernst had een grote jachtpassie en liet daarom de regering van zijn domeinen grotendeels over aan een kanselier. Na een val van zijn paard in 1680 raakte hij verlamd aan beide benen. In mei 1683 stierf hij op 55-jarige leeftijd aan waterzucht. Johan Ernst werd bijgezet in de Vorstelijke Crypte op het kerkhof van Weimar.

## Huwelijk en nakomelingen
Op 14 augustus 1656 huwde Johan Ernst II met Christiane Elisabeth (1638-1679), dochter van hertog Johan Christiaan van Sleeswijk-Holstein-Sonderburg. Ze kregen vijf kinderen:
- Anna Dorothea (1657-1703), abdis van de Abdij van Quedlinburg
- Wilhelmina Christiane (1658-1712), huwde in 1684 met vorst Christiaan Willem van Schwarzburg-Sondershausen
- Eleonora Sophia (1660-1687), huwde in 1684 met hertog Filips van Saksen-Merseburg-Lauchstädt
- Willem Ernst (1662-1728), hertog van Saksen-Weimar
- Johan Ernst III (1664-1707), hertog van Saksen-Weimar